# 斑鰭䲗
斑鳍䲗（学名：Callionymus enneactis）为䲗科䲗屬的鱼类，俗名九棘鼠䲗鱼、高鳍䲗、准鼠䲗鱼。分布于泰国至日本南部以及中国南海、台湾海峡等海域，多栖息于沿岸浅水至水深15米处。该物种的模式产地在新加坡。